# Dorota Talarska
Dorota Talarska – polska pielęgniarka, doktor habilitowany nauk o zdrowiu.

## Życiorys
W 1988 r. ukończyła studia pielęgniarskie w Akademii Medycznej w Poznaniu, w 1995 r. obroniła pracę doktorską Ocena jakości życia dzieci z nowotworem ośrodkowego układu nerwowego, której promotorem była prof. Bożena Galas-Zgorzalewicz w 2018 r. habilitowała się na podstawie pracy zatytułowanej Funkcjonowanie osób w wieku starszym i wynikające z tego zapotrzebowanie na wsparcie. Analiza za pomocą kwestionariusza EASY Care Standard 2010. Była zatrudniona w Państwowej Wyższej Szkole Zawodowej im. Hipolita Cegielskiego w Gnieźnie.
Pracuje na Uniwersytecie Medycznym im. Karola Marcinkowskiego w Poznaniu.

## Odznaczenia
- Srebrny Krzyż Zasługi (2003)[3]